# Parafia św. Wojciecha Biskupa i Męczennika w Wiązownie
Parafia Świętego Wojciecha Biskupa i Męczennika w Wiązownie – parafia rzymskokatolicka należąca do dekanatu otwockiego, diecezji warszawsko-praskiej, metropolii warszawskiej Kościoła katolickiego. 

## Historia
Parafia została erygowana przez biskupa poznańskiego Łukasza Kościeleckiego 29 czerwca 1589 z części parafii Wniebowzięcia NMP w Warszawie-Zerzeniu. Parafia mieści się przy ulicy Kościelnej. Prowadzą ją księża diecezjalni. Aktualnymi wikariuszami jest ks. Paweł Jagła (od 2021 roku). Od lipca 2021 roku proboszczem jest ks. Przemysław Macios. Wśród byłych wikariuszy jest m.in. ks. Jan Raczkowski. W parafii chrzczona była przyszła błogosławiona Hanna Chrzanowska. Parafia liczy 6000 osób. 

## Obszar parafii
W granicach parafii znajdują się miejscowości: Boryszew (oprócz Leśnego Zakątka), Duchnów, Dziechciniec, Emów, Góraszka, Kąck, Konik Stary, Majdan, Malcanów, Pęclin, Radiówek, Stefanówka, Wiązowna i Żanęcin. 